# Hippotion saclavorum
Hippotion saclavorum is een vlinder uit de familie van de pijlstaarten (Sphingidae). De wetenschappelijke naam van de soort werd in 1933 gepubliceerd door Jean Baptiste Boisduval.